# Milíře (okres Tachov)
Milíře (německy (Tachauer) Brand) jsou obec v okrese Tachov v Plzeňském kraji. Leží asi šest kilometrů západně od Tachova. Nachází se v pohoří Český les. Žije zde 244 obyvatel.

## Historie
První písemná zmínka o obci pochází z roku 1669.

## Obyvatelstvo
| Rok            | 1869  | 1880  | 1890  | 1900  | 1910  | 1921  | 1930  | 1950 | 1961 | 1970 | 1980 | 1991 | 2001 | 2011 | 2021 |
| -------------- | ----- | ----- | ----- | ----- | ----- | ----- | ----- | ---- | ---- | ---- | ---- | ---- | ---- | ---- | ---- |
| Počet obyvatel | 1 859 | 1 814 | 1 843 | 1 852 | 1 910 | 1 825 | 1 720 | 328  | 448  | 359  | 93   | 81   | 198  | 235  | 250  |
| Počet domů     | 207   | 232   | 237   | 254   | 276   | 279   | 308   | 337  | 99   | 81   | 29   | 40   | 49   | 54   | 60   |

## Obecní správa
Mezi lety 1850–1960 byly Milíře obcí v okrese Tachov. Od 1. července 1960 do 25. listopadu 1971 patřily jako část obce k Lučině a od 26. listopadu 1971 do 31. prosince 1979 byly znovu obcí, kdy se konaly obecní volby. Od 1. ledna 1980 do 31. prosince 1989 patřily jako část obce k Halži. Od 1. ledna 1990 do 23. listopadu 1990 patřily jako část obce k Lesné a od 24. listopadu 1990 jsou opět samostatnou obcí.

### Části obce
- Milíře (včetně zaniklé vesnice a katastrálního území Lučina u Tachova o rozloze 1,8 km²[7])
- Zadní Milíře

Od 26. listopadu 1971 do 31. prosince 1979 k obci patřila i Obora.

### Obecní symboly
Znak a vlajka byly obci uděleny rozhodnutím předsedy Poslanecké sněmovny Parlamentu České republiky dne 30. listopadu 2007.

## Pamětihodnosti
- Kostel svatého Petra a Pavla
- Kříž
- Pomník obětem první světové války
- Fara
- Škola

## Galerie

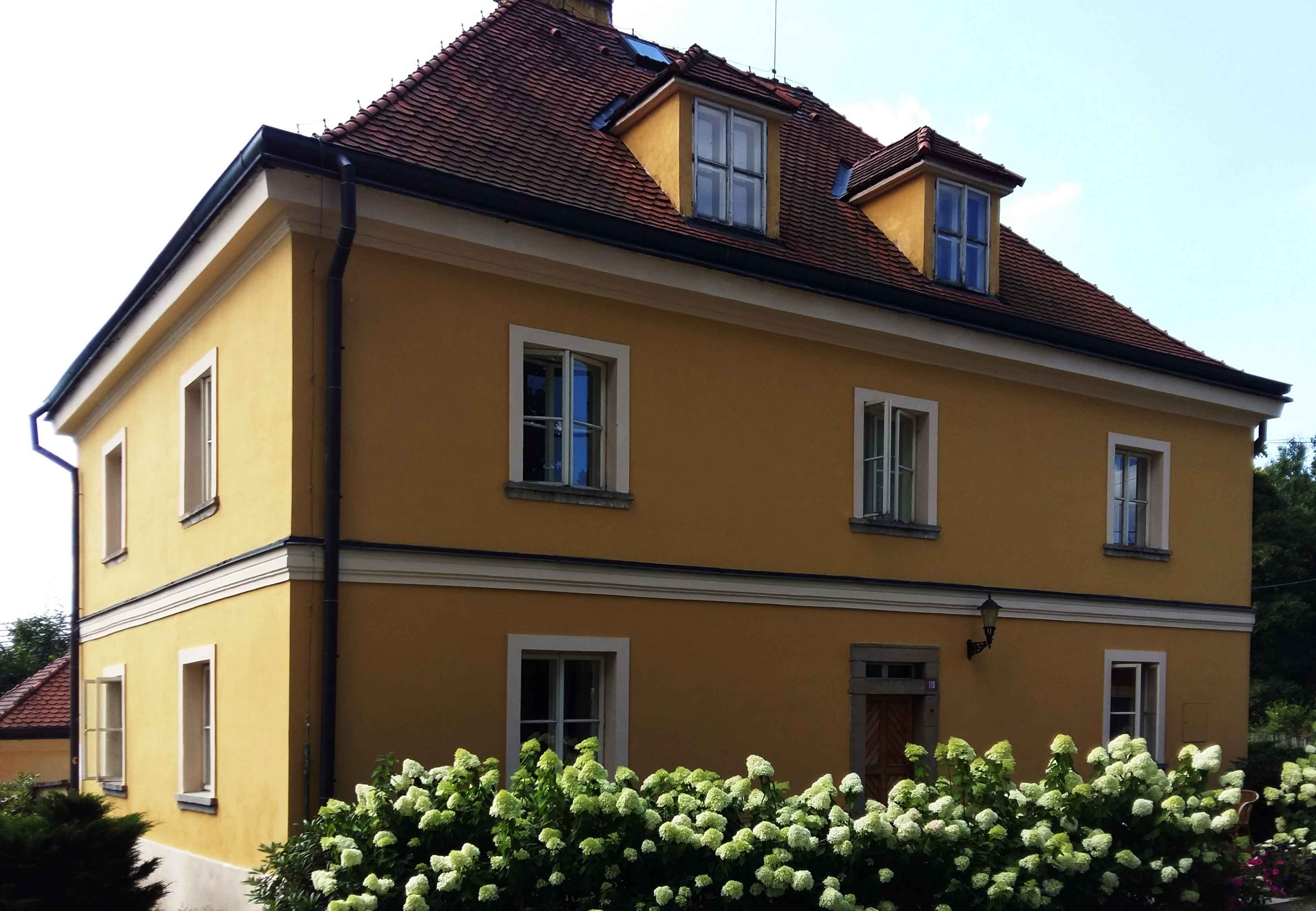
Bývalá fara
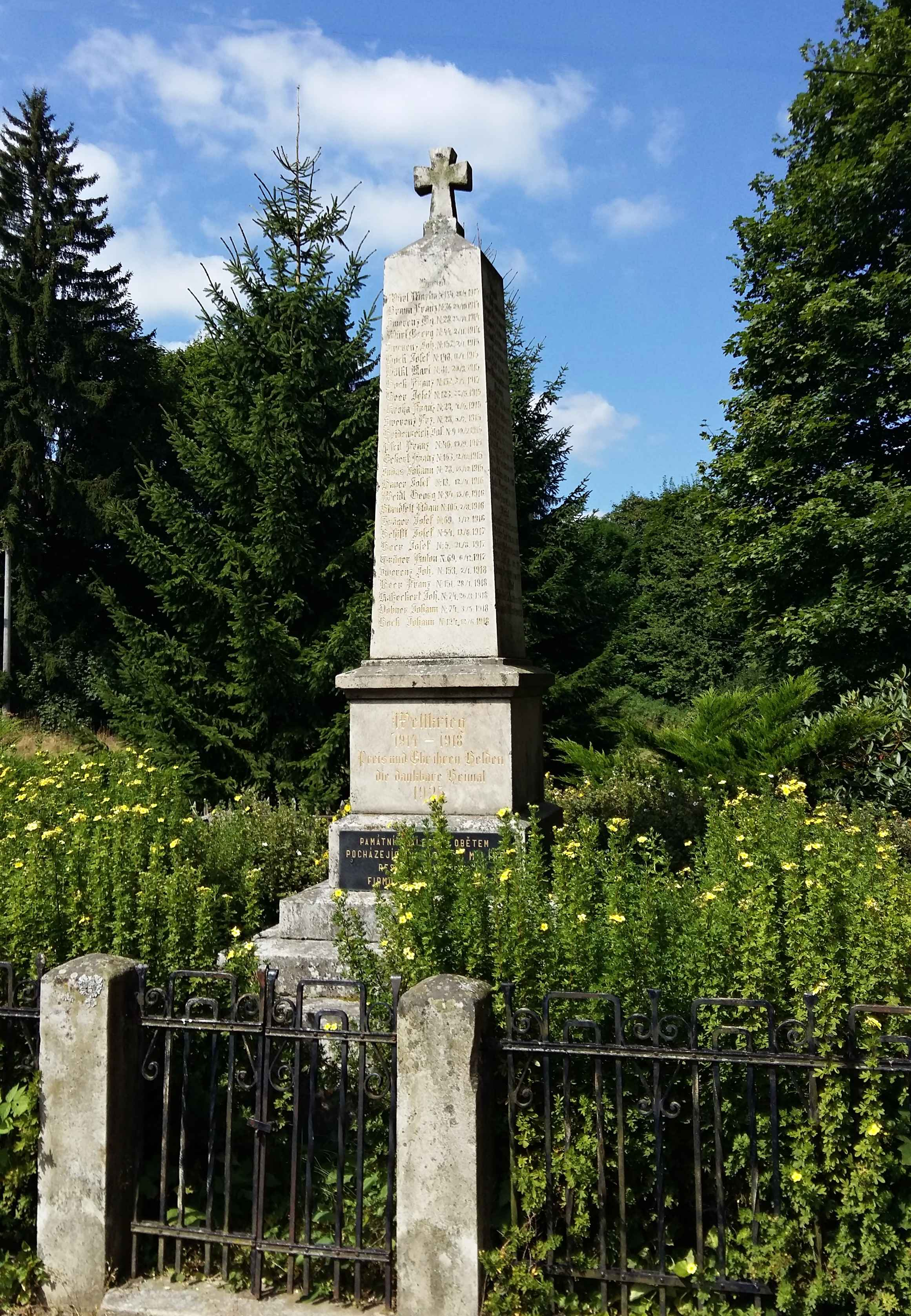
Památník obětem první světové války
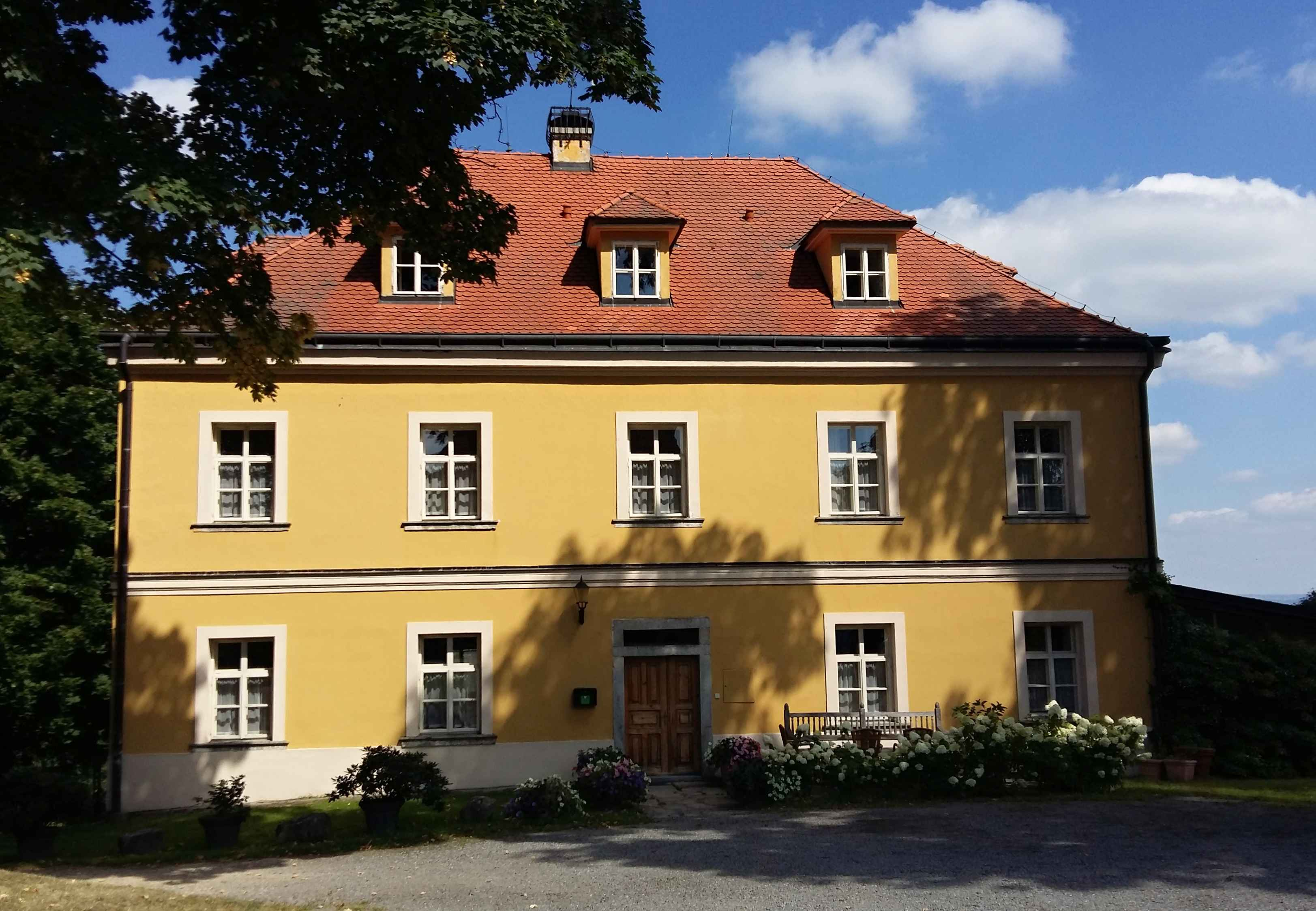
Bývalá škola